# 罗南·法罗
萨奇·罗南·奥沙利文·法罗（英語：Satchel Ronan O'Sullivan Farrow，1987年12月19日—）是美国记者，律师和前政府顾问。 2017年末，法罗发表在《紐約客》的文章帮助揭露了哈维·温斯坦性骚扰事件。

## 生平

### 早年生活
法罗1987年12月19日出生在纽约市，父母分别是著名女演员米亚·法罗和著名导演伍迪·艾伦。他现在被称为罗南，本名来自名人堂棒球投手薩奇·佩吉和他的外祖母，女演员莫琳·奥沙利文。2013年，米亚·法罗提出猜测歌手兼演员法蘭·仙納杜拉是法罗的亲生父亲。
法罗在巴德学院西蒙洛克分校就讀，后来转到巴德学院获得文学士学位，并在15岁毕业。2009年，他毕业于耶鲁法学院，后来成为纽约州律师协会的成员。

### 私人生活
法羅是同志社群的一員。
2011年起，他和奧巴馬的前助手喬恩·拉維特開始約會。法羅2019年的新書《Catch and Kill》之結尾透露，他和喬恩·拉維特兩人已訂婚。